# Lindowman

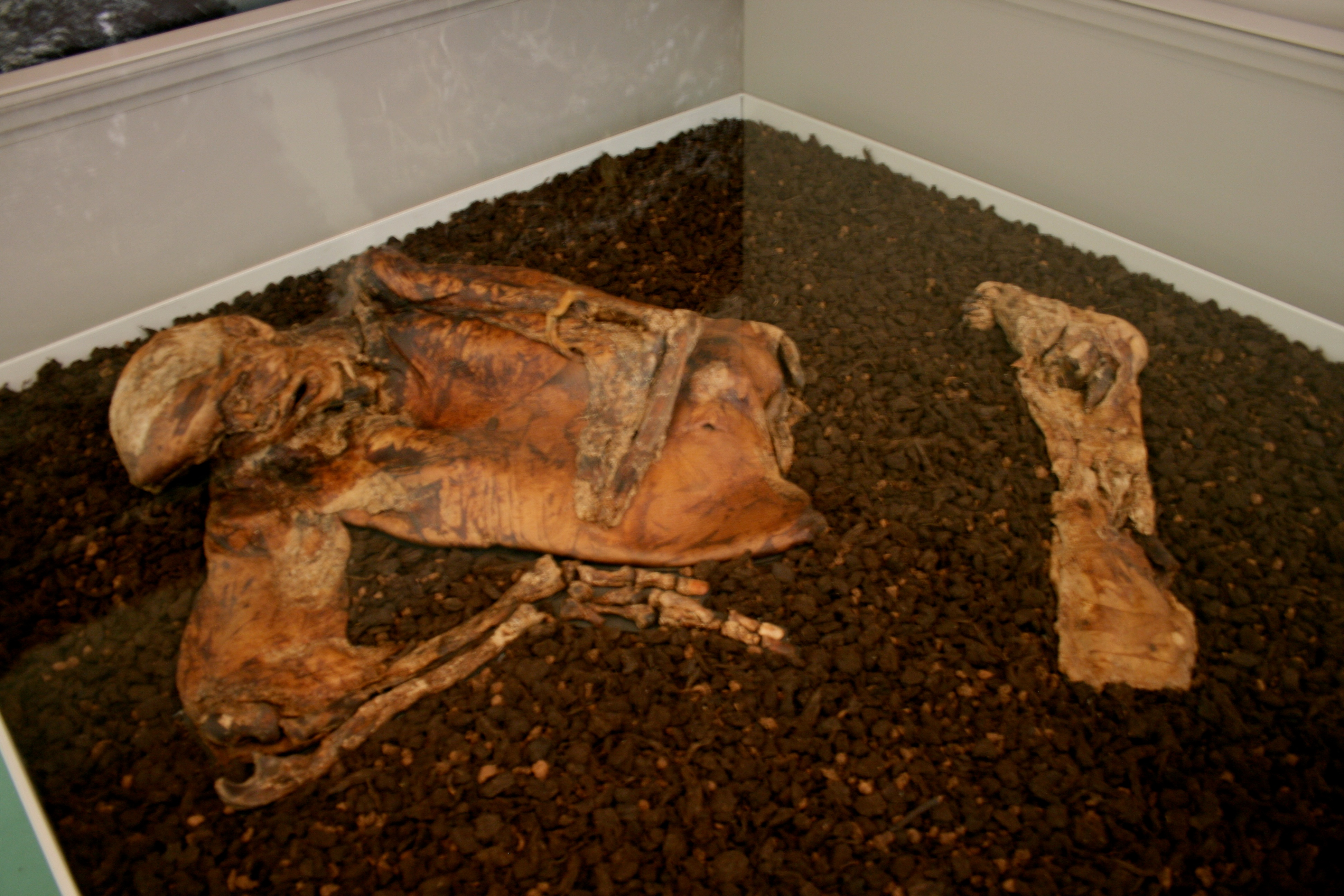
Het gevriesdroogde lichaam van de Lindowman

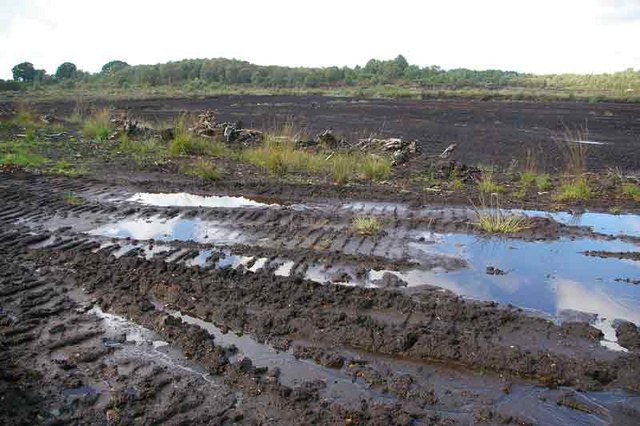
De omgeving van de vindplaats

Lindowman is een veenlijk uit de ijzertijd, in 1984 gevonden in het Lindowmoeras, nabij Manchester. Het is de tweede persoon van wie in dat gebied resten zijn gevonden.
Eerder, in mei 1983, vonden turfstekers in het hoogveen al de schedel van een vrouw. Zij alarmeerden onmiddellijk de politie. Die arresteerde een man voor de moord op zijn vrouw, 20 jaar eerder, op basis van de voorlopige conclusie van het forensisch onderzoek dat het hier een schedel van een Europese vrouw van tussen de 30 en 50 jaar oud betrof. Daarmee geconfronteerd bekende de arrestant zijn vrouw te hebben vermoord en in het veen te hebben begraven. Maar bij nader onderzoek bleek de schedel van een man te zijn, die ongeveer 1750 jaar eerder was overleden. Niettemin werd de verdachte op basis van zijn getuigenis veroordeeld, ondanks dat haar lichaam tot nu toe niet gevonden is.
In augustus 1984 vonden archeologen de torso van Lindowman, en later dat jaar ook zijn hoofd en rechtervoet. In 1988 werd nog een vondst gedaan, waarbij onder meer delen van zijn benen werden aangetroffen. Bij autopsie bleek Lindowman op zeer gewelddadige wijze om het leven te zijn gebracht: hij werd op het achterhoofd geslagen, daarna gewurgd, en ten slotte in het moeras geduwd en verdronken. Men is het er nog niet over eens of het hier om een offer dan wel een executie ging. De Lindowman leefde in de eerste eeuw van onze jaartelling en was een gezonde twintiger. Zijn haar was pas geknipt, zijn nagels verzorgd. Uit zijn zachte handen wordt afgeleid dat hij weinig handarbeid had verricht. In zijn maag werden de resten van zijn laatste maaltijd aangetroffen: een aangebrande zemelpannenkoek en een drank van maretak.
Lindowman ligt gevriesdroogd tentoongesteld in het British Museum.

## Locatie
- Coördinaten vindplaats: 53° 18′ 59″ NB, 2° 17′ 12″ WL

## Voetnoten
1. ↑  Jarrett A. Lobell en Samir S. Patel, Bog Bodies Rediscovered, in Archeology nr. 3, 2010